# Streptospondylus

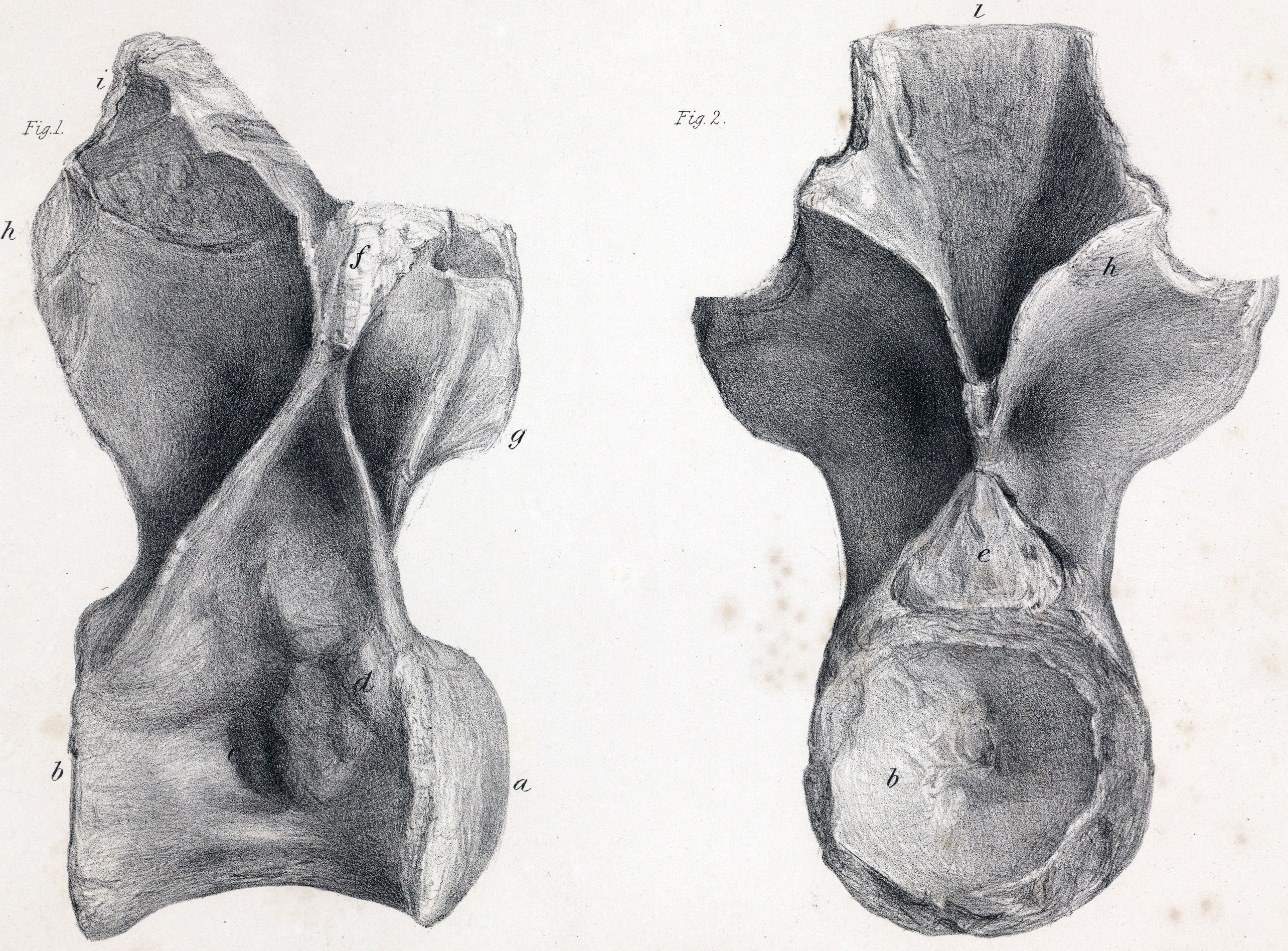
Vista lateral da vértebra dorsal de um Streptospondylus altdorfensis

Streptospondylus é um gênero de dinossauros terópodes que viveram na região da atual França no período Jurássico, há 161 milhões de anos. Atualmente, só uma espécie é reconhecida: S. altdorfensis, descrita por Christian Erich Hermann von Meyer em 1832. Foi o primeiro dinossauro descoberto, mas só foi classificado como um em 1832, enquanto seus fósseis foram achados na década de 1770. Por mais de cinco décadas, os ossos do Streptospondylus e outros animais, como o Metriorhyncus, foram considerados como pertencentes ao crocodiliforme Steneosaurus.

## Descrição
S. altdorfensis foi descrito a partir de uma única vértebra, embora, posteriormente, outros ossos tenham sido atribuídos ao gênero Streptospondylus: um púbis esquerdo parcial e membros parciais. A pouca quantidade de ossos encontrados deste animal torna difícil definir sua aparência, mas esta provavelmente não era muito diferente da aparência de outros dinossauros aparentados, como o Eustreptospondylus e o Magnosaurus. Acredita-se que o Streptospondylus possa atingir cerca de 7 metros de comprimento.